# Kinosterninae
Kinosterninae es una subfamilia de la familia Kinosternidae de tortugas acuáticas que contiene los géneros Kinosternon y Sternotherus.

## Géneros
- Kinosternon
- Sternotherus